# 姉恋模様
『姉恋模様』（あねこいもよう）は、2006年8月4日にBLACKRAINBOWから発売されたアダルトゲーム。

## ゲーム内容
ジャンルは姉寝取られアドベンチャーゲーム。本作は、姉と弟の双方の視点を切り替えながらストーリーを追う仕組みをとっており、お互いに想い合いながらも実の姉弟である故にそれを表に出せずにすれ違っていく二人の様子が描かれている。
同じく「寝取られ」をテーマとする同ブランドの『不幸な神』においては、主人公は傍観者に徹することしか出来なかったが、この作品では寝取られてしまったヒロイン（恵）を取り返すことが可能。

## あらすじ
明るく優しい恵と、内気だけど心優しい雅人。二人は仲の良い普通の姉弟。しかし、ふとしたきっかけから二人は互いを異性として意識するようになる。そんな矢先、二人が所属するバスケットボール部のマネージャーの愛が雅人に思いを寄せていたことが判明する。そして、恵に魔の手が迫っていた。

## 登場人物
甲本 恵（こうもと めぐみ）
声：春奈有美
学園のアイドル的存在の女子生徒。背が高くて運動神経がよく、バスケットボール部に所属している。また、これに関連して髪をポニーテールにしている。
甲本 雅人（こうもと まさと）
声：島崎比呂
恵の弟。幼少時は病弱かつ内向的で友人が少なかった。姉を追う形で学園に入学し、バスケットボール部に入部した経緯を持つ。
望月 愛（もちづき あい）
声：羽里さつき
バスケットボール部のマネージャー。雅人に対してひそかに思いを寄せており、彼を追う形でバスケットボール部に入部した経緯を持つ。
稲垣 司（いながき つかさ）
声：中田純
バスケットボール部顧問兼監督。実績のない男子の方は放任している一方、女子の方に力を入れている。
佐々木 菜摘（ささき なつみ）
声：乃嶋架菜
恵の親友で、相談相手。いわゆる耳年増だが、恋愛経験はない。
遠藤 大輔（えんどう だいすけ）
声：木島宇太
雅人の同級生で、同じくバスケットボール部に所属していることから親しい関係になった。 恵に思いを寄せているが、恥ずかしがり屋故思いを伝えられずにいる。

## スタッフ
- 原画：皇裕介[2]
- シナリオ：シャア専用◎[1]
- 音楽：武礼堂[2]

## 反響
本作のリリース後、ゲーム作品などの販売を行うGetchu.comにおいて、2006年8月のPCゲームセールスランキングで19位を獲得したが、年間セールスランキングでは圏外となった。